# Adobe Fireworks
Adobe Fireworks，缩写Fw，是一个位图和 矢量编辑软件。它原来由Macromedia开发，后在2005年被Adobe收购。Fireworks专门针对网页设计者而开发，包含了一系列制作网页相关的功能（切片，添加热点等）。它可以与其他原Macromedia产品共同协作，例如流行的Adobe Dreamweaver和Adobe Animate。它可以被单独购买或捆绑在Adobe Creative Suite中（Fireworks 8还捆绑在Macromedia Studio 8中）。

## 矢量、位图编辑
Fireworks把编辑的重点放在矢量图形上，类似于Adobe Illustrator，这种软件一般与擅长位图编辑的Photoshop配合，从而形成一个理想的完整工作流程。在Fireworks中，矢量图形可以被缩放而不损失质量，同样也类似于Adobe Illustrator。在Fireworks 8中，一些Adobe FreeHand的矢量图形工具被集成到软件中。Fireworks的位图对象在缩放时受到的质量损失和Adobe ImageReady或Photoshop的差不多。

## 菜单，工具栏和工具

### 可停靠式的菜单
就像所有的Macromedia 2004年的产品一样，菜单甚至于一些扩展可以在Fireworks环境中随意的移动和停靠（Dock）。菜单可以被收起或展开使用户获得无障碍的环境以及更多的方便。

### 工具栏
Fireworks的工具栏有34个按钮。用户可以在一些按钮上打开一个小菜单以切换所使用的功能。例如使图像更亮／更暗的按钮功能相似，它们被归类在同一个按钮上，用户可以通过按钮上的小菜单以切换。这个小菜单系统能够为用户保存更多的屏幕空间以便处理图形。

#### 选择工具
选择工具有一个小菜单，包含两个选项。它的图标是一个黑色的鼠标指针。
- 选择工具 - 选择工具可以让用户选择画布中一个或多个完整的对象（按Shift键多选）
- 隔层选择工具 - 隔层选择工具让用户选择在另一个层中的对象（通常隔着当前的画布）。

#### 部分选择工具
部分选择工具有两个主要功能，它的图标是一个带有黑色边框的白色鼠标指针。
- 部分选择工具可以选择任意对象的任意一部分。
- 在一个对象外部的缩放点上点击可以缩放该对象。

#### 缩放工具
缩放工具的小菜单中有3个项目。它的图标是一个带有对角线的框。
- 缩放工具 - 缩放工具可以从X轴或Y轴缩放一个对象。按住Shift键可以在缩放时保持原图比例。这个工具同样也能旋转对象。
- 倾斜工具 - 使图像倾斜。
- 扭曲工具 - 扭曲工具可以扭曲图像并增加透视效果。

#### 修剪工具
修剪工具能夠以作物佈局。通過使用此工具，可以縮小圖像的分辨率為任何給定的更小尺寸。

#### 切片工具
在图像中切片，并输出到用户指定的格式。切片创建后，一个绿色的层会在视图上出现。切片工具有两个选项。它的图标是一把刷子和一片绿色切片。
- 标准切片工具–选择长方形并切片输出
- 多边形–和标准切片工具一样，但能输出多边形切片。

## 停止开发
2013年5月6日，Adobe表示不会将Fireworks列入Adobe Creative Cloud套装中，原因是Fireworks功能与Photoshop、Illustrator存在过多的重叠。这意味着Fireworks将停止功能更新，但Adobe同时表示Fireworks CS6今后仍然能够使用，并可以购买到，只是今后将只為Fireworks提供必要的安全更新和BUG修复。